# Despotovo
Despotovo (ćir.: Деспотово, mađ.: Úrszentiván, njem.: Despot-Sankt-Iwan, ranije Despot Sveti Ivan i Vasiljevo) je naselje u općini Bačka Palanka u Južnobačkom okrugu u Vojvodini.

## Stanovništvo
Prema popisu stanovništva iz 2002. godine u Despotovu živi 2.096 stanovnika,  od toga 1.654 punoljetna stanovnika, a prosječna starost stanovništva iznosi 40,3 godina (39,4 kod muškaraca i 41,1 kod žena). U naselju ima 676 domaćinstava a prosječan broj članova po domaćinstvu je 3,10.
Prema popisu stanovništva iz 1991. godine u naselju je živjelo 2.081 stanovnik.
| Etnički sastav 2002. |            |        |
| Narod                | Stanovnika | %      |
| Srbi                 | 1.863      | 88,88% |
| Slovaci              | 46         | 2,19%  |
| Hrvati               | 43         | 2,05%  |
| Jugoslaveni          | 31         | 1,47%  |
| Mađari               | 19         | 0,90%  |
| Romi                 | 17         | 0,81%  |
| Rusini               | 12         | 0,57%  |
| Muslimani            | 10         | 0,47%  |
| Crnogorci            | 8          | 0,47%  |
| Česi                 | 7          | 0,33%  |
| Bunjevci             | 7          | 0,33%  |
| ostali               | 19         | 0,90%  |
| nepoznato            | 3          | 0,14%  |

| broj stanovnika | 2425  | 2346  | 2396  | 2402  | 2150  | 2081  | 2096  |
|                 | 1948. | 1953. | 1961. | 1971. | 1981. | 1991. | 2001. |

## Vanjske poveznice
- Karte, udaljenosti vremenska prognoza  Arhivirana inačica izvorne stranice od 9. svibnja 2009. (Wayback Machine)
- Satelitska snimka naselja  Arhivirana inačica izvorne stranice od 16. veljače 2021. (Wayback Machine)